# Сельское хозяйство Уругвая
Сельское хозяйство Уругвая является важной отраслью экономики страны.

## История
Сельское хозяйство играло столь важную роль в уругвайской истории и национальном самосознании вплоть до середины XX века, что вся страна в то время иногда сравнивалась с огромным сельскохозяйственным поместьем во главе с Монтевидео, куда свозились товары, произведенные в глубине страны. Множество из них шло на экспорт через порт этого города. Однако, когда мировые цены на основные экспортные товары Уругвая, такие как говядина и шерсть, резко упали в 1950-х годах, золотая эра сельского хозяйства страны подошла к концу.

## Современное состояние
Сегодня сельское хозяйство составляет примерно 10 % ВВП страны и является основным источником иностранной валюты, что ставит Уругвай в один ряд с другими экспортерами сельскохозяйственной продукции, такими как Бразилия, Канада и Новая Зеландия. Уругвай является членом Кернской группы экспортеров сельскохозяйственной продукции. Сельское хозяйство Уругвая имеет относительно низкий объем рабочей силы, технологий и капитала по сравнению с другими такими странами, что приводит к сравнительно более низкой урожайности на гектар, но также открывает перед Уругваем возможности для сбыта своей продукции как «природной» или «экологической».
Такие кампании, как «Уругвайская травяная говядина» и «Уругвайское натуральное», направлены на то, чтобы превратить Уругвай в премиальный бренд в говядине, вине и других продуктах питания.
В 2018 году страна произвела 1,36 млн тонн риса, 1,33 млн тонн сои, 816 тыс. тонн кукурузы, 637 тыс. тонн ячменя, 440 тыс. тонн пшеницы, 350 тысяч тонн сахарного тростника, 106 тысяч тонн апельсинов, 104 тыс. тонн винограда, 90 тыс. тонн рапса, 87 тыс. тонн картофеля, 76 тыс. тонн сорго, 71 тыс. тонн мандаринов, 52 тыс. тонн овса, 48 тысяч тонн яблок, в дополнение к меньшим урожаям другой сельскохозяйственной продукции.
В Уругвае развито виноделие, и страна является участницей Международной организации виноградарства и виноделия.
Уругвай также является крупным производителем мяса. В 2018 году страна произвела 589 тыс. тонн говядины.
Уругвай выращивает и осуществляет экспорт коров абердин-ангусской и голштинской пород. За январь — март 2025 года Уругвай экспортировал 42 977 голов. Основными странами экспорта стали Турция и Марокко. Цена за одну корову составила 1100 долл. США.